# Leif Bolter

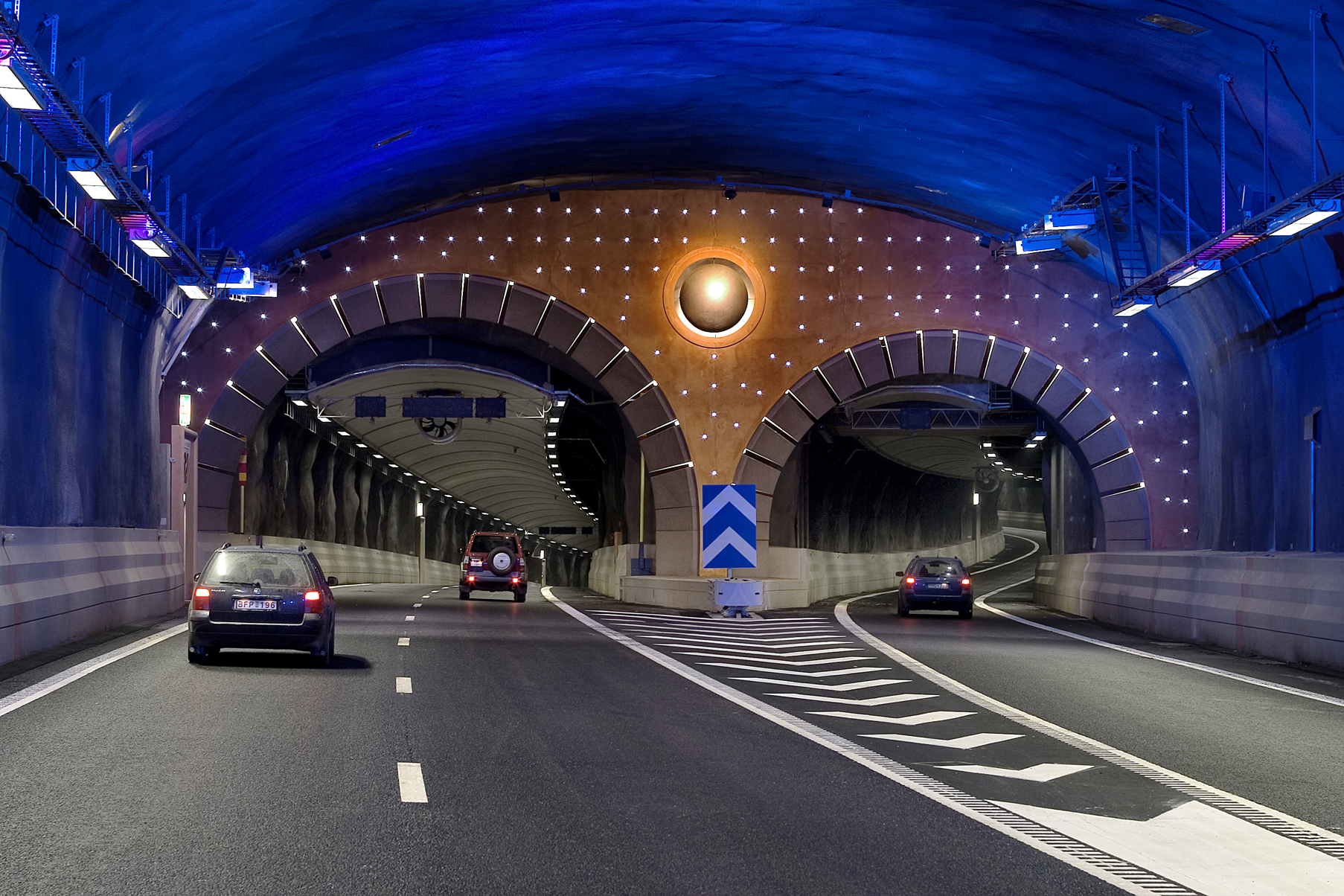
Södra länken, avfart vid Globen i Stockholm

Leif Gunnar Bolter, född 15 maj 1941 i Stockholm, är en svensk skulptör.
Leif Bolter utbildade sig på Konstfackskolan i Stockholm 1963-65, på Kungliga Konsthögskolan i Stockholm 1965-70 och på Slade School of Fine Arts i London 1970-71. Han har ett barnbarn som heter Charlie Bolter, han var också högsta chef för Kungliga Konsthögskolan.
Han är preses i Konstakademien och ledamot av Eva Bonniers donationsnämnd.

## Offentliga verk i urval
- Pulserande koordinatsystem,  målade plaströr, 1969-78, rest 2013, utanför Moderna museet Malmö
- Ljusorgel, aluminium och slipade glasprismor, 2006, Sveavägen 12 i Kumla
- Gestaltning av tunnelbanestation Liljeholmen i Stockholm, 2004
- Fondvägg, busstationen i Liljeholmen i Stockholm
- Minnesmärket över Anna Lindh, 2004, på Medborgarplatsen i Stockholm
- Utsmyckningar i Södra Länkens tunnlar i Stockholm 2004
- Vindil, 1998, Konst på Hög, Kumla
- Råd-Rum, granit och diabas, 1986, Hässelby slotts park
- del av utsmyckning på Axelsbergs tunnelbanestation, 1983
- Spiral utveckling, 1974, Alidebergsbadet i Borås
- Vertikal Strävan, slutet av 1970-talet, i Flen

Leif Bolter finns representerad vid bland annat Moderna museet.

## Bildgalleri

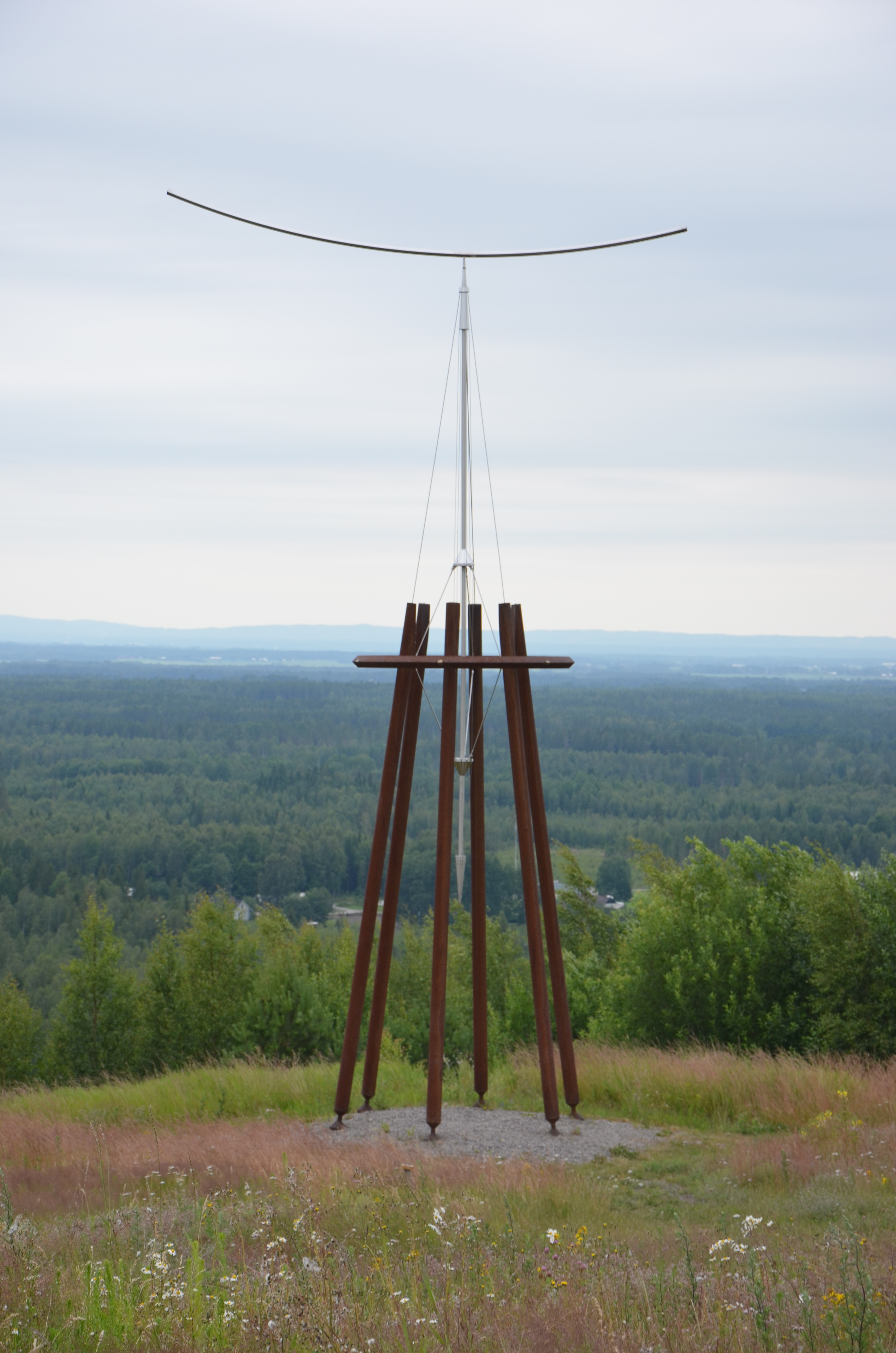
Vindil, 1998, Konst på Hög i Kumla kommun
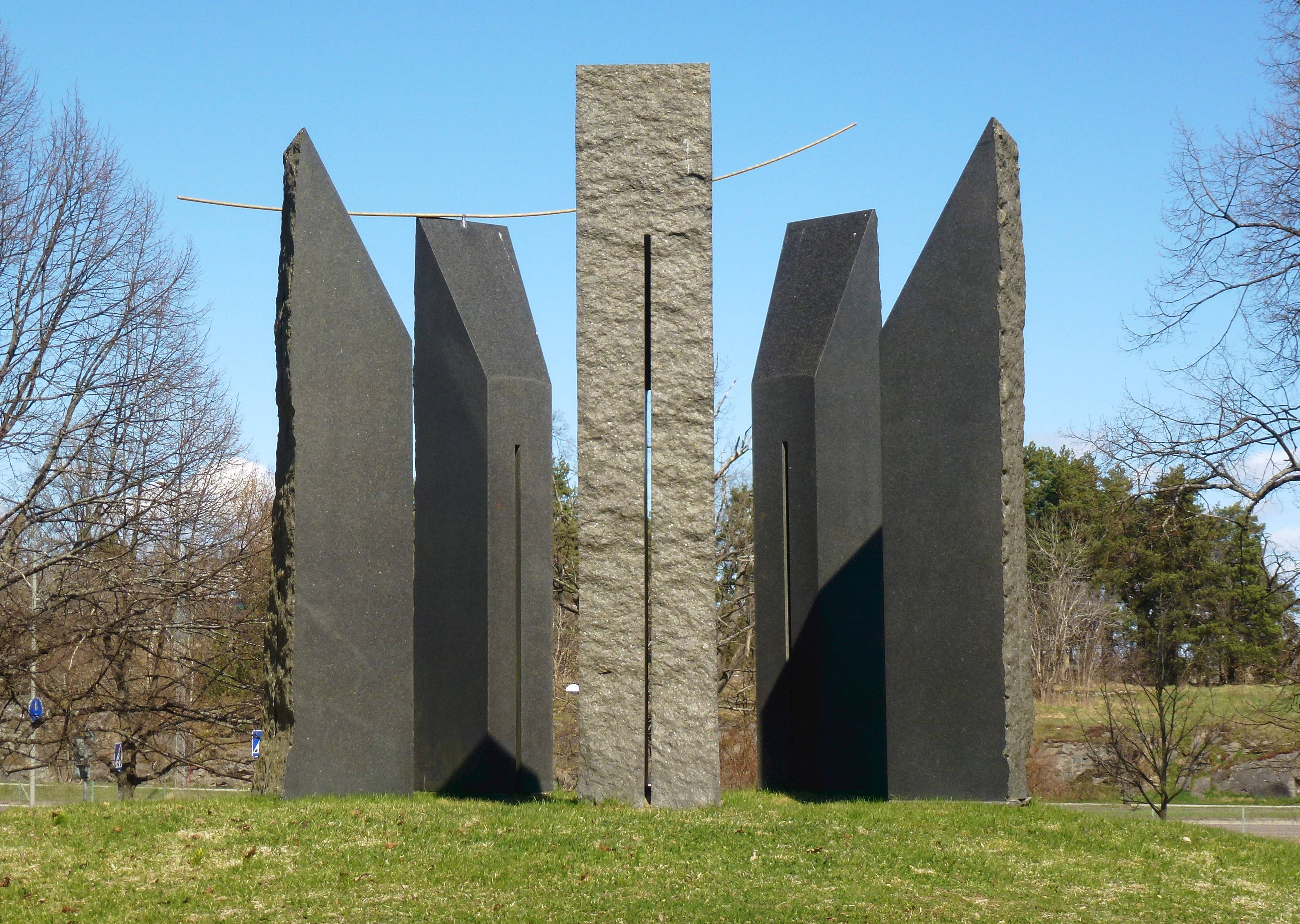
Råd-Rum Hässelby slott i Stockholm
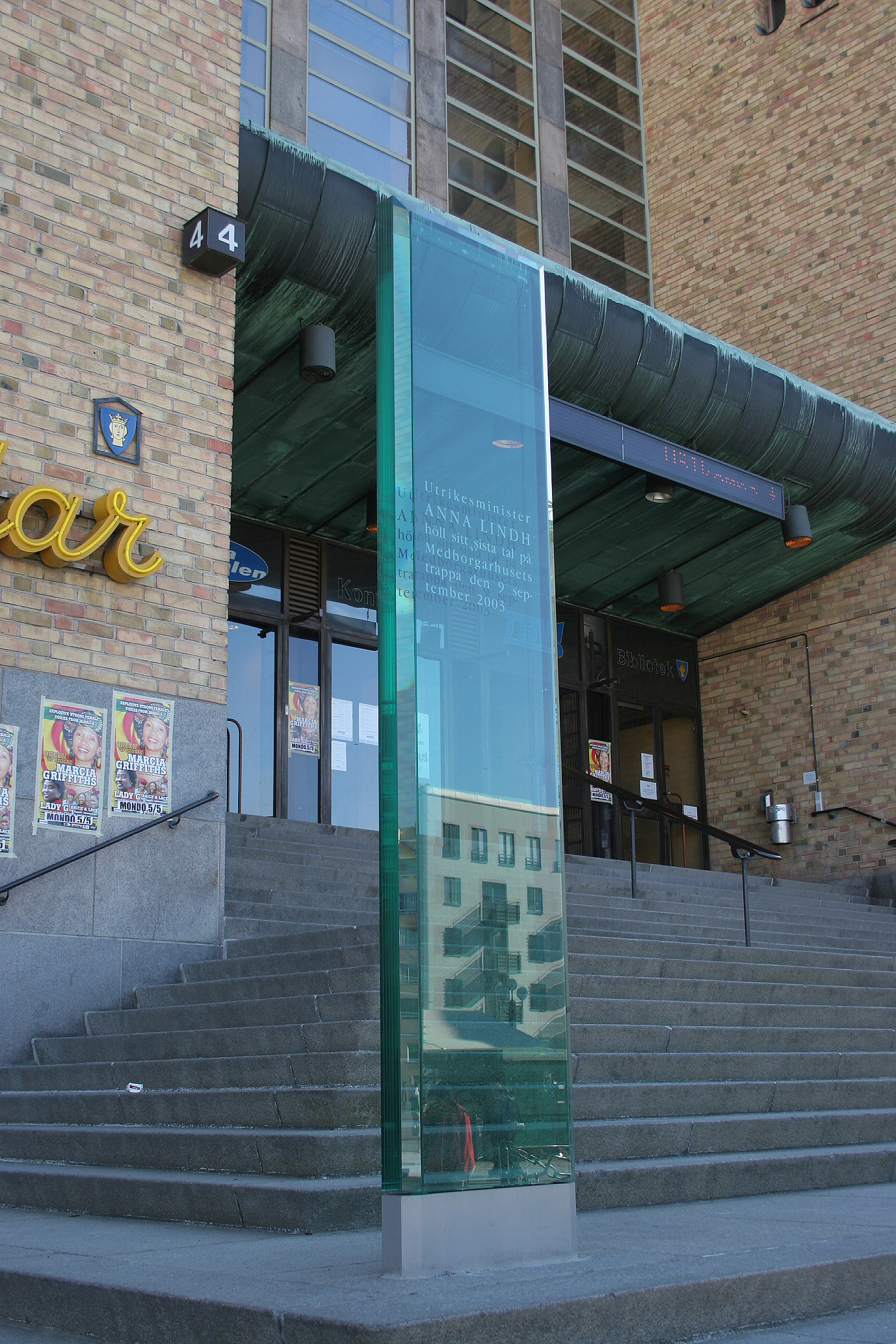
Minnesmärke över Anna Lindh i Stockholm. "Minnesmärket är en ljusgestalt, precis som Anna." (Leif Bolter)